# ريكيلمي (لاعب كرة قدم برازيلي)
ريكيلمي هرنانديز أموريم روشا (بالبرتغالية: Rikelme Hernandes Amorim Rocha‏) هو لاعب كرة قدم برازيلي في مركز الظهير الأيسر، ولد في 16 يوليو 2003 في كويابا في البرازيل يلعب في نادي شباب الأهلي الإماراتي.

## وصلات خارجية
- ريكيلمي (لاعب كرة قدم برازيلي) على موقع قاعدة بيانات كرة القدم.إي يو (الإنجليزية)
- ريكيلمي (لاعب كرة قدم برازيلي) على موقع Soccerway.com (الإنجليزية)